# آفرینش خورشید، ماه و گیاهان
آفرینش خورشید، ماه و گیاهان (گاهی اوقات آفرینش خورشید و ماه) یکی از فرسکوهای نه صحنهٔ سفر پیدایش اثر میکل‌آنژ روی سقف کلیسای سیستین است. این نقاشی دومین صحنه از این نه صحنه است و روز سوم و چهارم روایت آفرینش را در یک قاب به تصویر می‌کشد.

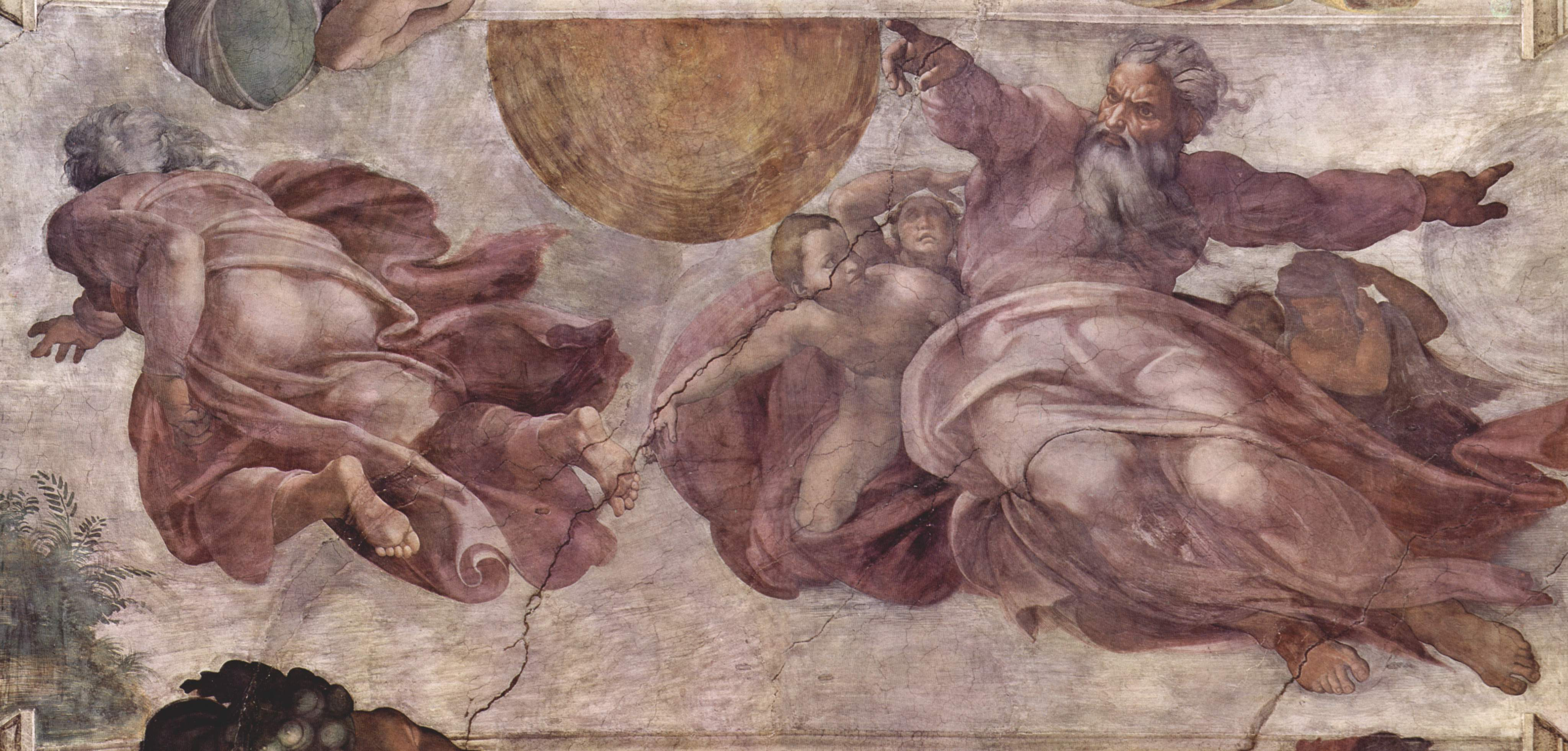
نقاشی قبل از مرمت فرسکوهای کلیسای سیستین

در سمت چپ نقاشی، خدا از پشت به تصویر کشیده شده است و دستش را به سمت بوته‌ای دراز کرده است که به دنیای گیاهان اشاره دارد. در سمت راست، خدا از روبه‌رو با دست راست خود به خورشید و با دست چپ خود به ماه کم‌نور اشاره می‌کند. چهرهٔ او بیانگر نیرویی است که برای آفرینش زیستگاه موجودات زنده لازم است. الگوهای انتزاعی پارچه بر حرکت هر دو تصویر خدا تأکید دارند.
آفرینش خورشید، ماه و گیاهان بر روی تمبرهای پستی شهر واتیکان (شمارهٔ ۱۹۹۴) و هند (شمارهٔ ۱۹۷۵) نقش بسته است.